# Кіпорт (Нью-Джерсі)
Кіпорт (англ. Keyport) — місто (англ. borough) в США, в окрузі Монмаут штату Нью-Джерсі. Населення — 7204 особи (2020).

## Географія
Кіпорт розташований за координатами 40°25′56″ пн. ш. 74°12′6″ зх. д. / 40.43222° пн. ш. 74.20167° зх. д. (40.432114, -74.201529).  За даними Бюро перепису населення США в 2010 році місто мало площу 3,81 км², з яких 3,61 км² — суходіл та 0,19 км² — водойми.

## Демографія
Згідно з переписом 2010 року, у селищі мешкало 7240 осіб у 3067 домогосподарствах у складі 1694 родин. Було 3272 помешкання
Расовий склад населення:
| - 80,0 % — білих - 7,2 % — чорних або афроамериканців - 2,4 % — азіатів - 0,3 % — корінних американців - 7,6 % — осіб інших рас |

До двох чи більше рас належало 2,5 %. Частка іспаномовних становила 18,3 % від усіх жителів.
За віковим діапазоном населення розподілялося таким чином: 19,8 % — особи молодші 18 років, 64,4 % — особи у віці 18—64 років, 15,8 % — особи у віці 65 років та старші. Медіана віку мешканця становила 40,5 року. На 100 осіб жіночої статі у селищі припадало 97,2 чоловіків;  на 100 жінок у віці від 18 років та старших — 95,6 чоловіків також старших 18 років.
Середній дохід на одне домашнє господарство  становив 72 514 долари США (медіана — 54 522), а середній дохід на одну сім'ю — 90 994 долари (медіана — 83 995). Медіана доходів становила 52 607 доларів для чоловіків та 41 452 долари для жінок. За межею бідності перебувало 10,2 % осіб, у тому числі 17,2 % дітей у віці до 18 років та 8,3 % осіб у віці 65 років та старших.
Цивільне працевлаштоване населення становило 3728 осіб. Основні галузі зайнятості: освіта, охорона здоров'я та соціальна допомога — 16,3 %, роздрібна торгівля — 16,2 %, мистецтво, розваги та відпочинок — 10,9 %, науковці, спеціалісти, менеджери — 10,1 %.

## Уродженці
- Хуаніта Голл (англ. Juanita Hall; 1901—1968) — американська актриса театру та кіно.